# Ivan Zafirov
Ivan Georgjev Zafirov (på bulgarsk: Иван Георгиев Зафиров) (født 30. december 1947 i Sofia, Bulgarien) er en tidligere bulgarsk fodboldspiller (højre back).
Han spillede 50 kampe og scorede ét mål for det bulgarske landshold, og var en del af holdet der vandt sølv ved OL i 1968 i Mexico City. Han deltog også ved VM i 1974 i Vesttyskland.
Zafirov spillede på klubplan 14 år hos CSKA Sofia i hjemlandet. Her var han med til at vinde ikke mindre end ni bulgarske mesterskaber.